# أغوستين أوباندو
أغوستين أوباندو (بالإسبانية: Agustín Obando)‏ هو لاعب كرة قدم أرجنتيني في مركز delantero ‏، ولد في 11 مارس 2000 في Monte Caseros, Corrientes ‏ في الأرجنتين. لعب مع بوكا جونيورز.

## وصلات خارجية
- أغوستين أوباندو على موقع إي إس بي إن إف سي (الإنجليزية)
- أغوستين أوباندو على موقع قاعدة بيانات كرة القدم.إي يو (الإنجليزية)
- أغوستين أوباندو على موقع Soccerway.com (الإنجليزية)
- أغوستين أوباندو على موقع عالم كرة القدم.نت (الإنجليزية)